# Канар, Цви
Хершл-Цви Канар (идиш הערשל-צבֿי קאַנאַר‎, ивр. צבי כנר‎, англ. Herszl Tswi Kanar; 17 июля 1929, Скальбмеж, Польша — 19 апреля 2009, Тель-Авив) — израильский писатель и мим, автор художественной прозы на идише.

## Биография
Родился в хасидской семье в Скальбмеже. Отец был хозяином магазина. С началом Второй мировой войны был с семьёй депортирован в гетто, выжил в марше смерти, затем пережил другие гетто (в Ченстохове и Скаржиско-Каменне) и три концентрационных лагеря (Плашов, Штасфурт и Бухенвальд). После освобождения воссоединился с матерью и сёстрами (отец и другие члены семьи погибли) и был помещён в лагерь для перемещённых лиц в Сельвино (Италия). Вместе с группой детей был отправлен в подмандатную Палестину, но депортирован британскими властями в лагерь для перемещённых лиц на Кипре и лишь в 1946 году прибыл в страну и поселился в кибуце Мишмар-ха-Шарон, где впервые со времени немецкой оккупации продолжил школьное образование. В 1948 году был призван в армию, в качестве морского пехотинца участвовал в боевых действиях во время Войны за независимость Израиля.
После демобилизации в 1949 году служил матросом на пассажирских пароходах, затем поступил в актёрскую студию при тель-авивском театре Камери, в 1955—1957 году стажировался в области пантомимы у Марселя Марсо и Этьена Декру в Париже. Более двадцати лет работал мимом в различных коллективах в Париже, Бельгии, Канаде и США. В 1970-е годы, когда он жил в Нью-Йорке, начал сотрудничать с молодёжными идишистскими организациями города и публиковать сценические скетчи и воспоминания; с 1983 года публиковался уже исключительно на идише — трагикомедийные рассказы, повести и романы. Автор пьесы «Беги, Яков, беги» (на английском языке). Сотрудничал с нью-йоркской газетой «Форвертс». В 1994 году вернулся в Израиль, но продолжал гастролировать в различных европейских странах.
Первая книга «Я и Лемех» вышла в 1994 году и была отмечена премией Шефера от Дома Шолом-Алейхема в Тель-Авиве. За свою вторую книгу «Отданный хлеб» (1996) писатель был награждён премией Ицика Мангера (высшей литературной премией за творчество на идише, 1998). Эти две книги были переведены и вышли отдельными изданиями на иврите. Последняя прижизненная книга «Рыба меня не поглотила» была издана в 2003 году. Участвовал также в театральных постановках и снялся в кинофильмах «Поезд жизни» и «Электроодеяло по имени Моше» (1994). Последний подготовленный писателем сборник повестей и рассказов «Клоун из Освенцима» вышел в Тель-Авиве в 2016 году уже после его смерти.

## Книги
- איך און למך (Я и Лемех, роман). Тель-Авив: Исроэл-Бух, 1994. — 246 с.
- אָפּגעגעבן ברויט: דערציילונגען (Отданный хлеб, рассказы). Тель-Авив: И.-Л. Перец-фарлаг, 1996. — 155 с.
- א פיש האָט מיך נישט איַינגעשלונגען (Рыба меня не поглотила, повесть). Тель-Авив: И.-Л. Перец-фарлаг, 2003.
- דער קלאָון פֿון אױשװיץ (Клоун из Аушвица, повести и рассказы). Тель-Авив: Националн инстанц фар идишер култур, 2016. — 139 с[9].

## Переводы на другие языки
- לחם נקמות (отданный хлеб). Перевод на иврит Яакова Бесера[ивр.] (2002).
- סליחה שהרגתי אותך (я и Лемех). Перевод на иврит Шломо Цукера (2008).
- Ryba mnie nie połknęła (рыба меня не поглотила). Перевод на польский язык — Szoszana Raczyńska. Люблин: Norbertinum, 2007[10].
- Jona oder A Fish hot mikh nisht ayngeshlungen. Перевод на немецкий язык — Stefan-Ludwig Drechsler. Goldenbogen, 2011. — 292 s[11][12].